# شون رودين
شون رودين (بالإنجليزية: Shawn Rhoden)‏ ولد في 2 أبريل 1975، لاعب كمال أجسام أمريكي من أصل جمايكي وهو محترف بالاتحاد الدولي لكمال الأجسام واللياقة البدنية (IFBB)، وحامل لقب مستر أولمبيا لسنة 2018. توفي في 6 نوفمبر 2021 عن عمر 46 عاماً بسبب نوبة قلبية.

## النشأة
ولد في جامايكا، وهاجر إلى الولايات المتحدة في 1990 واستقر في ماريلاند، تورط لفترة من الزمن بإدمان الكحول بعد وفاة والده «لويدز» لكنه تغلب على ذلك بمساعدة صديقه لينور كارول.

## احتراف كمال الاجسام
بدأ رودين حياته الرياضية في سنين المراهقة كلاعب كرة قدم، ثم مارس كمال الأجسام في 1992 بإلهام من سيد الكون السابق يوني شامبورجر، بعد عدة محاولات وإصابات وبعد تخطي مرحلة إدمان الكحول تمكن رودين من الحصول على بطاقة احتراف من اتحاد (IFBB) سنة 2010، حيث حل في المركز الحادي عشر في أولمبيا 2011، وثالثاً في أولمبيا 2012، ورابعاً في أولمبيا 2013، وثالثاً في كل من أولمبيا 2014، وأولمبيا 2015، وثانياً في أولمبيا 2016، وخامساً في أولمبيا 2017، ثم تمكن سنة 2018 من التغلب على حامل اللقب لسبع سنوات متتالية الأمريكي فيل هيث، والحصول على اللقب الأكبر في كمال الأجسام للمحترفين من اتحاد (IFBB).
رودين هو اللاعب الأكبر سناً (43 سنة) الذي يحصل على لقب مستر أولمبيا حتى الآن حيث يتساوى في ذلك مع كريس ديكرسون حامل لقب أولمبيا 1982.

## حياته الخاصة ووفاته
في عام 2015 أنجب شون رودن وشريكته ميشيل شوجر ابنة. سرعان ما تزوج الزوجان في عام 2018. ومع ذلك بسبب القضايا الشخصية ومزاعم الخيانة الزوجية انفصلا. توفي رودن بنوبة قلبية في 6 نوفمبر 2021.

## الإنجازات

### مرحلة الهواة
- 1999، NPC Team Universe Championships، المركز الثالث.
- 2000، NPC Team Universe Championships، المركز الرابع.
- 2001، NPC Team Universe Championships، المركز الثاني.
- 2009، NPC Delaware Open Bodybuilding، المركز الأول.
- 2009، IFBB North American Championships، المركز الأول.

### مرحلة الاحتراف
- 2010، IFBB Dallas Europa Super Show، المركز السادس عشر.
- 2011، IFBB Dallas Europa Super Show، المركز الثالث.
- 2011، مستر أولمبيا 2011، المركز الحادي عشر.
- 2012، IFBB FLEX Pro، المركز الرابع.
- 2012، IFBB Arnold Classic، المركز الثامن.
- 2012، NPC Dexter Jackson Classic، غير مصنف.
- 2012، IFBB PBW Tampa Pro، المركز الأول.
- 2012، IFBB Dallas Europa Supershow، المركز الأول.
- 2012، مستر أولمبيا 2012، المركز الثالث.
- 2012، IFBB Arnold Classic Europe، المركز الأول.
- 2012، IFBB British Grand Prix، المركز الأول.
- 2012، IFBB EVL's Prague Pro، المركز الثاني.
- 2013، مستر أولمبيا 2013، المركز الرابع.
- 2013، IFBB Arnold Classic Europe، المركز الرابع.
- 2014، IFBB Arnold Classic، المركز الثاني.
- 2014، IFBB Australian Pro، المركز الأول.
- 2014، مستر أولمبيا 2014، المركز الثالث.
- 2014، IFBB Arnold Classic Europe، المركز الثاني.
- 2014، Dubai Pro، المركز الثاني.
- 2014، EVL's Prague Pro، المركز الثالث.
- 2014، IFBB San Marino Pro، المركز الأول.
- 2015، مستر أولمبيا 2015، المركز الثالث.
- 2015، EVL's Prague Pro، المركز الثالث.
- 2016، Kuwait Pro Men's Bodybuilding، المركز الثالث.
- 2016، مستر أولمبيا 2016، المركز الثاني.
- 2017، مستر أولمبيا 2017، المركز الخامس.
- 2018، مستر أولمبيا 2018، المركز الأول.